# Uplotnenije
Uplotnenije (russisch Уплотнение ‚Verdichtung‘) ist ein Stummfilm der Regisseure Anatoli Dolinow, Donat Paschkowski und Alexander Pantelejew von 1918. Der vom Petrograder Filmkomitee produzierte Film ist einer der ersten Filme der kurz zuvor gegründeten Russischen Sozialistischen Föderativen Sowjetrepublik (RSFSR).

## Handlung
Als die große Wohnung des Professor Chrustin nach der Revolution der Allgemeinheit übergeben wird, zieht ein Arbeiter mit seiner Tochter zu Chrustin in die Wohnung. Durch seinen neuen Mitbewohner kommt der Professor auf die Idee, im neuen Arbeiterklub zu unterrichten. Der jüngste Sohn verliebt sich in die Tochter des Arbeiters, und sie beschließen zu heiraten. Der ältere Sohn hingegen ist mit den neuen Lebensumständen nicht zufrieden und wird verhaftet.

## Bedeutung
Der Film, dessen Drehbuch Anatoli Lunatscharski, der damalige Volkskommissar für Aufklärung der RSFSR, selbst geschrieben hat, ist von der Handlung und Filmtechnik recht einfach. Der Film ist insbesondere durch die Umstände, in denen er geschaffen wurde, von besonderer filmhistorischer Bedeutung. Er ist nicht nur einer der ältesten Filme der jungen RSFSR, sondern auch einer der wenigen erhaltenen dieser frühen Periode.